# Spencer (Indiana)
Spencer is een plaats (town) in de Amerikaanse staat Indiana, en valt bestuurlijk gezien onder Owen County.

## Demografie
Bij de volkstelling in 2000 werd het aantal inwoners vastgesteld op 2508.
In 2006 is het aantal inwoners door het United States Census Bureau geschat op 2522, een stijging van 14 (0,6%).

## Geografie
Volgens het United States Census Bureau beslaat de plaats een oppervlakte van
3,3 km², geheel bestaande uit land. Spencer ligt op ongeveer 171 m boven zeeniveau.

## Plaatsen in de nabije omgeving
De onderstaande figuur toont nabijgelegen plaatsen in een straal van 28 km rond Spencer.